# Enrico Kühn
Enrico Kühn (ur. 10 marca 1977 w Bad Langensalza) – niemiecki bobsleista. Największe sukcesy międzynarodowe odnosił w kategorii czwórek. Złoty medalista olimpijski z Salt Lake City.
Na Igrzyskach Olimpijskich w Salt Lake City w 2002 zdobył złoty medal w zespole z Kevinem Kuske, André Lange i Carstenem Embachem. W Turynie w 2006 zajął piąte miejsce. W 2004 został wicemistrzem świata. Kūhn ma w swoim dorobku również trzy medale Mistrzostw Europy: złoty (2002), srebrny (2003) i brązowy (2004). Dwukrotnie był mistrzem Niemiec w czwórkach (2004, 2006) i raz w dwójkach (2004).